# فرانسیس ژیلو
فرانسیس ژیلو (فرانسوی: Francis Gillot‎؛ زادهٔ ۹ فوریهٔ ۱۹۶۰) بازیکن فوتبال سابق و مربی فوتبال فعلی، اهل فرانسه است.
از باشگاه‌هایی که در آن بازی کرده‌است می‌توان به باشگاه فوتبال استراسبورگ، باشگاه فوتبال والنسین، و باشگاه فوتبال لانس اشاره کرد.

## افتخارات

### بازیکن
FC Montauban
- National 3 Group G: 1996[۱]
- Midi-Pyrénées Division Honneur: 1994[۲]

### مربی
بوردو
- جام حذفی فوتبال فرانسه: ۲۰۱۲–۱۳